# Guillermo Fleming
Guillermo Fleming Ramírez (Lima, Perú, 9 de abril de 1934-7 de julio de 2020), más conocido como Willy Fleming o ruso, fue un futbolista peruano que se desempeñaba como mediocampista. Fue internacional con la selección de fútbol del Perú en la que disputó 15 partidos desde 1957 hasta 1962. Disputó el Campeonato Sudamericano (torneo conocido como la Copa América desde 1975) en las ediciones de 1957 y 1959 respectivamente, también la Clasificación de Conmebol para la Copa Mundial de Fútbol en las ediciones de 1958 y 1962.
Fleming formó parte del histórico duelo que disputó la selección absoluta contra la selección de Inglaterra el 17 de mayo de 1959, en el estadio Nacional del Perú ante más de 50 000 espectadores.
Willy jugó ocho temporadas con el Deportivo Municipal. Después de un retiro, volvió para jugar nuevamente con la Academia en 1968 con el que se consagró campeón.
Falleció en 2020 a la edad de 81 años.

## Estadísticas

### Clubes
| Club                            | País           | Año         |
| ------------------------------- | -------------- | ----------- |
| Club Centro Deportivo Municipal | Perú           | 1957 - 1961 |
| Ciclista Lima                   | Perú           | 1962        |
| KDT Nacional                    | Perú           | 1963 - 1964 |
| Porvenir Miraflores             | Perú           | 1967        |
| Club Centro Deportivo Municipal | Perú           | 1968 - 1969 |
| Porvenir Miraflores             | Perú           | 1969        |
| Miami Gatos                     | Estados Unidos | 1972        |

### Selección nacional
| Campeonato                                                       | Sede            | Resultado      |
| ---------------------------------------------------------------- | --------------- | -------------- |
| Campeonato Sudamericano 1957                                     | Perú            | Cuarto lugar   |
| Clasificación de Conmebol para la Copa Mundial de Fútbol de 1958 | América del Sur | No clasificado |
| Campeonato Sudamericano 1959                                     | Argentina       | Cuarto lugar   |
| Clasificación de Conmebol para la Copa Mundial de Fútbol de 1962 | América del Sur | No clasificado |

## Palmarés

### Campeonatos nacionales
| Título           | Club                            | País | Año  |
| ---------------- | ------------------------------- | ---- | ---- |
| Segunda División | Club Centro Deportivo Municipal | Perú | 1968 |